# Galium angustifolium
Galium angustifolium là một loài thực vật có hoa trong họ Thiến thảo. Loài này được Nutt. mô tả khoa học đầu tiên năm 1841.